# Nuoto alla XXII Universiade
Il nuoto alle Universiadi 2003 si è svolto dal 24 al 30 agosto a Taegu e ha visto lo svolgimento di 40 gare, 20 maschili e 20 femminili.

## Medagliere
| Posizione | Paese       |   |    |   | Totale |
| --------- | ----------- | - | -- | - | ------ |
| 1         | Ucraina     | 9 | 6  | 5 | 20     |
| 2         | Cina        | 7 | 7  | 2 | 16     |
| 3         | Russia      | 6 | 2  | 3 | 11     |
| 3         | Regno Unito | 6 | 2  | 3 | 11     |
| 5         | Giappone    | 5 | 5  | 8 | 18     |
| 6         | Stati Uniti | 3 | 10 | 8 | 21     |
| 7         | Rep. Ceca   | 2 | 0  | 0 | 2      |
| 8         | Francia     | 1 | 1  | 0 | 2      |
| 9         | Germania    | 1 | 0  | 1 | 2      |
| 10        | Australia   | 0 | 3  | 3 | 6      |
| 11        | Slovenia    | 0 | 2  | 0 | 2      |
| 12        | Italia      | 0 | 1  | 1 | 2      |
| 13        | Romania     | 0 | 0  | 1 | 1      |
| 13        | Ungheria    | 0 | 0  | 1 | 1      |
| 13        | Irlanda     | 0 | 0  | 1 | 1      |
| 13        | Bahamas     | 0 | 0  | 1 | 1      |
| 13        | Israele     | 0 | 0  | 1 | 1      |

## Podi

### Uomini
| Evento               | Oro                                                                       | Perform. | Argento                                                                    | Perform. | Bronzo                                                                    | Perform. |
| Stile libero         |                                                                           |          |                                                                            |          |                                                                           |          |
| 50 m                 | Vyacheslav Shyrshov                                                       | 22”59    | Peter Mankoč                                                               | 22”77    | Andrej Kapralov                                                           | 22”81    |
| 100 m                | Andrej Kapralov                                                           | 49”36    | Chris Cozens                                                               | 49”94    | Yuri Yegoshin                                                             | 50”02    |
| 200 m                | Yoshihiro Okumura                                                         | 1'49”82  | Peter Mankoč                                                               | 1'50”10  | Ross Davenport                                                            | 1'50”51  |
| 400 m                | Yuri Prilukov                                                             | 3'52”27  | Justin Mortimer                                                            | 3'52”73  | Dragoș Coman                                                              | 3'53”26  |
| 800 m                | Yuri Prilukov                                                             | 7'54”18  | Igor Chervynskyi                                                           | 7'57”21  | Peter Vanderkaay                                                          | 7'59”22  |
| 1500 m               | Yuri Prilukov                                                             | 15'12”13 | Igor Chervynskyi                                                           | 15'14”46 | Peter Vanderkaay                                                          | 15'19”44 |
| Dorso                |                                                                           |          |                                                                            |          |                                                                           |          |
| 50 m                 | James Westcott                                                            | 25”80    | Kunpeng Ouyang                                                             | 25”82    | Vyacheslav Shyrshov                                                       | 25”88    |
| 100 m                | Kunpeng Ouyang                                                            | 54”99    | James Westcott                                                             | 55”35    | Volodymyr Nikolaychuk                                                     | 55”70    |
| 200 m                | Kunpeng Ouyang                                                            | 1'59”17  | Takashi Nakano                                                             | 2'01”60  | Chris DeJong                                                              | 2'01”63  |
| Rana                 |                                                                           |          |                                                                            |          |                                                                           |          |
| 50 m                 | James Gibson                                                              | 27”92    | Oleg Lisogor                                                               | 27”94    | Mihály Flaskay                                                            | 28”05    |
| 100 m                | James Gibson                                                              | 1'00”71  | Chris Cook                                                                 | 1'01”28  | Oleg Lisogor                                                              | 1'01”69  |
| 200 m                | Sergei Gerasimov                                                          | 2'13”78  | Daisuke Kimura                                                             | 2'14”00  | Michael Williamson                                                        | 2'15”72  |
| Farfalla             |                                                                           |          |                                                                            |          |                                                                           |          |
| 50 m                 | Andriy Serdinov                                                           | 23”93    | Sergiy Breus                                                               | 24”04    | Yevgeni Korotyshkin                                                       | 24”11    |
| 100 m                | Andriy Serdinov                                                           | 51”99    | Yevgeni Korotyshkin                                                        | 52”94    | Ryo Takayasu                                                              | 53”42    |
| 200 m                | Takeshi Matsuda                                                           | 1'57”44  | Sergiy Advena                                                              | 1'58”74  | Jeremy Knowles                                                            | 1'59”21  |
| Misti                |                                                                           |          |                                                                            |          |                                                                           |          |
| 200 m                | Takahiro Mori                                                             | 2'00”59  | Joe Bruckart                                                               | 2'01”57  | Adam Lucas                                                                | 2'03”06  |
| 400 m                | Takahiro Mori                                                             | 4'17”23  | Eric Shanteau                                                              | 4'19”82  | Michael Halika                                                            | 4'20”52  |
| Staffette            |                                                                           |          |                                                                            |          |                                                                           |          |
| 4x100 m stile libero | Regno Unito Chris Cozens Alex Scotcher Ross Davenport Matthew Kidd        | 3'22”09  | Ucraina Vyacheslav Shyrshov Denys Syzonenko Andriy Serdinov Yuriy Yegoshin | 3'22”37  | Australia Andrew Dyson Patrick Murphy Benjamin Denner Andrew Mewing       | 3'22”80  |
| 4x200 m stile libero | Russia Andrej Kapralov Maxim Kuznetsov Dimitry Chernyshev Yuri Prilukov   | 7'19”63  | Stati Uniti Joseph Bruckart Justin Mortimer Chris Kemp Peter Vanderkaay    | 7'20”67  | Italia Andrea Frovi David Berbotto Andrea Beccari Federico Cappellazzo    | 7'20”92  |
| 4x100 m misti        | Ucraina Volodymyr Nikolaychuk Oleg Lisogor Andriy Serdinov Yuriy Yegoshin | 3'47”46  | Russia Dmitri Smirnov Roman Ivanovsky Yevgeni Korotyshkin Andrej Kapralov  | 3'39”05  | Stati Uniti James Westcott Wilson Brandt John Abercrombie Joseph Bruckart | 3'40”18  |

### Donne
| Evento               | Oro                                                                 | Perform. | Argento                                                                             | Perform. | Bronzo                                                                     | Perform. |
| Stile libero         |                                                                     |          |                                                                                     |          |                                                                            |          |
| 50 m                 | Olga Mukomol                                                        | 25”57    | Michelle Engelsman                                                                  | 25”89    | Petra Dallmann                                                             | 25”93    |
| 100 m                | Petra Dallmann                                                      | 55”51    | Xu Yanwei                                                                           | 55”88    | Tomoko Nagai                                                               | 56”11    |
| 200 m                | Yana Klochkova                                                      | 1'59”03  | Solenne Figuès                                                                      | 1'59”66  | Pang Jiaying                                                               | 2'00”66  |
| 400 m                | Rebecca Cooke                                                       | 4'11”23  | Chen Hua                                                                            | 4'11”94  | Magda Dyszkiewicz                                                          | 4'12”52  |
| 800 m                | Rebecca Cooke                                                       | 8'33”84  | Chen Hua                                                                            | 8'35”70  | Olga Beresnyeva                                                            | 8'36”66  |
| 1500 m               | Rebecca Cooke                                                       | 16'14”70 | Igor Adrienne Binder                                                                | 16'19”32 | Lauren Costella                                                            | 16'24”43 |
| Dorso                |                                                                     |          |                                                                                     |          |                                                                            |          |
| 50 m                 | Ilona Hlaváčková                                                    | 29”04    | Beth Botsford                                                                       | 29”27    | Aya Terakawa                                                               | 29”43    |
| 100 m                | Ilona Hlaváčková                                                    | 1'01”74  | Reiko Nakamura                                                                      | 1'02”18  | Aya Terakawa                                                               | 1'02”43  |
| 200 m                | Reiko Nakamura                                                      | 2'12”17  | Aya Terakawa                                                                        | 2'13”21  | Erin Volcán                                                                | 2'13”82  |
| Rana                 |                                                                     |          |                                                                                     |          |                                                                            |          |
| 50 m                 | Luo Xuejuan                                                         | 31”39    | Jade Edmistone                                                                      | 31”74    | Ashley Roby                                                                | 31”92    |
| 100 m                | Luo Xuejuan                                                         | 1'07”45  | Qi Hui                                                                              | 1'08”76  | Rachel Genner                                                              | 1'09”72  |
| 200 m                | Qi Hui                                                              | 2'26”25  | Luo Xuejuan                                                                         | 2'26”99  | Fumiko Kawanabe                                                            | 2'31”06  |
| Farfalla             |                                                                     |          |                                                                                     |          |                                                                            |          |
| 50 m                 | Shannon Catalano                                                    | 27”56    | Irina Bespalova                                                                     | 27”75    | Kate Corkran                                                               | 27”76    |
| 100 m                | Demerae Christianson                                                | 1'00”42  | Kate Corkran                                                                        | 1'00”59  | Irina Bespalova                                                            | 1'00”66  |
| 200 m                | Yana Klochkova                                                      | 2'09”52  | Paola Cavallino                                                                     | 2'11”52  | Yukiko Osada                                                               | 2'12”59  |
| Misti                |                                                                     |          |                                                                                     |          |                                                                            |          |
| 200 m                | Yana Klochkova                                                      | 2'13”32  | Qi Hui                                                                              | 2'15”86  | Maiko Fujino                                                               | 2'17”41  |
| 400 m                | Yana Klochkova                                                      | 4'45”01  | Maiko Fujino                                                                        | 4'48”44  | Rebecca Cooke                                                              | 4'48”59  |
| Staffette            |                                                                     |          |                                                                                     |          |                                                                            |          |
| 4x100 m stile libero | Francia Aurore Mongel Céline Couderc Magali Monchaux Solenne Figuès | 3'45”50  | Stati Uniti Rebekah Short Jessica Perruquet Marie Marsman Stephanie Williams        | 3'45”68  | Cina Xu Yanwei Zhan Shu Pang Jiaying Chen Hua                              | 3'47”50  |
| 4x200 m stile libero | Cina Xu Yanwei Qi Hui Chen Hua Pang Jiaying                         | 8'05”06  | Stati Uniti Magdalena Dyszkiewicz Heather Kemp Jessica Perruquet Stephanie Williams | 8'08”84  | Russia Natalia Shalagina Irina Korovina Irina Ufimtseva Ekaterina Nasyrova | 8'13”99  |
| 4x100 m misti        | Cina Zan Shu Luo Xuejuan Xu Yanwei Pang Jiaying                     | 4'06”22  | Stati Uniti Beth Botsford Ashley Roby Demaere Christianson Stephanie Williams       | 4'07”63  | Giappone Reiko Nakamura Fumiko Kawanabe Yukiko Osada Tomoko Nagai          | 4'08”89  |